# Sandakan
Sandakan, también llamada Elopura y afectuosamente Ciudad de la Naturaleza y Pequeña Hong-Kong, es la segunda mayor ciudad del estado de Sabah, integrante de Malasia y situada al norte de Borneo. Es capital de la División de Sandakan y lo fue del protectorado británico de Borneo Septentrional, aunque la capitalidad se trasladó después a Jesselton. La ciudad es conocida por su gran cantidad de suelo dedicado a parques y áreas naturales.
Aunque no está reconocido oficialmente, su lema popular es el título de un libro de Agnes Newton Keith, una escritora local: Land beyond the wind (La tierra más allá del viento). El título hace alusión a los tifones de la región.

## Geografía
Sandakan está situada en un paraje natural, entre una cadena montañosa y una bahía que conecta con el mar de Sulú

## Historia
Antiguamente Sandakan era una ciudad de mercaderes. Disponía de rutas con China y comerciaba sobre todo con madera. Sucesivamente pasó a manos del Sultanato de Sulú y Borneo Septentrional, del cual ostentó su capitalidad en 1883. Gracias a esto la ciudad se modernizó, pavimentándose varias de sus calles y construyéndose una línea de telégrafo con Londres.
En 1945 fue intensamente bombardeada por el Imperio japonés. Después de eso la capitalidad se trasladó a Jesselton, hoy llamada Kota Kinabalu, aunque esta ciudad también había sido bombardeada.

## Lugares de interés

### Monumentos
Casi la totalidad de la ciudad fue destruida durante un bombardeo japonés durante la Segunda Guerra Mundial, de modo que los monumentos que existen aún son escasos.
- Sam Sing Kung: templo construido en 1887. Es la edificación más antigua de la ciudad.
- Puu Jih Shih: templo budista terminado en 1987
- Mezquita de Sandakan: completada en 1988. Está situada junto a la bahía.
- Cementerio japonés: memorial de los japoneses caídos en Borneo.
- Casa de Agnes Keith: vivienda de la escritora local Agnes Newton Keith (1901-1982), destruida durante la II Guerra Mundial y después reconstruida.

### Parques naturales
- Isla de las Tortugas: parque natural situado en una isla cercana a Filipinas, a unos 40 km de Sandakan.[1]
- Centro de rehabilitación de orangutanes de Sepilok: de importancia mundial debido a que esta especie se encuentra en peligro de extinción, está situado a unos 25 km del centro de Sandakan. Fue instaurado en 1964 y ocupa 43 km².[1]
- Santuario de la vida silvestre de Kinabatangan: situado en la cuenca del río Kinabatangan, cuenta con 27.000 hectáreas de extensión.[1]
- Cuevas de Gomantong: están en una ladera junto al río Kinabatangan. Son conocidas por anidar allí gran cantidad de aves.[1]

## Galería de imágenes

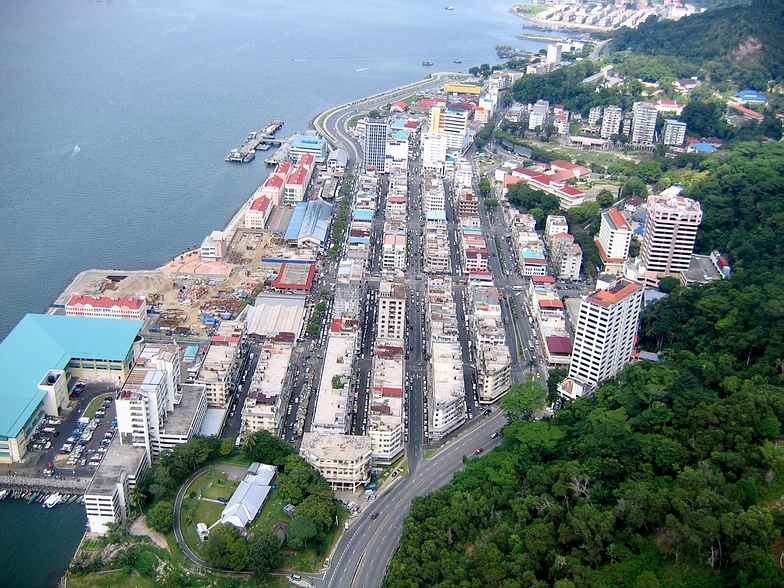
Aerial view of Sandakan Town
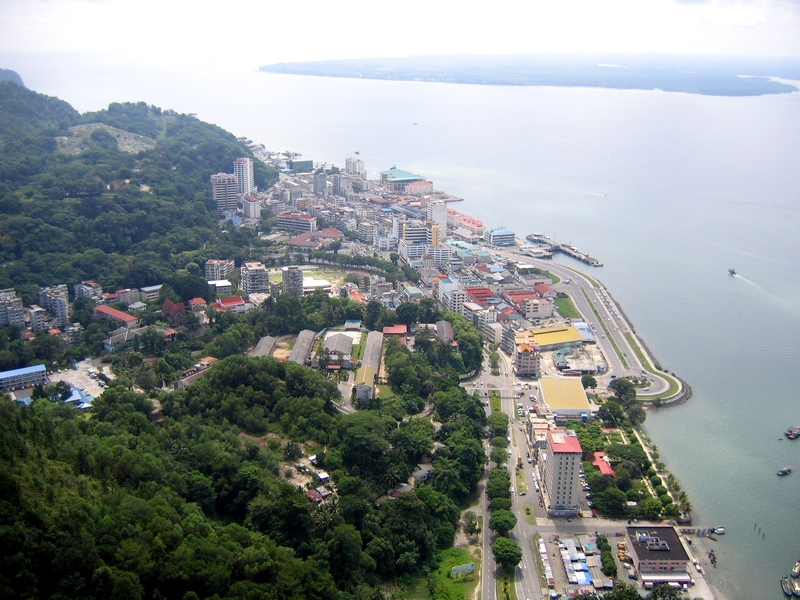
Another Aerial view of Sandakan Town
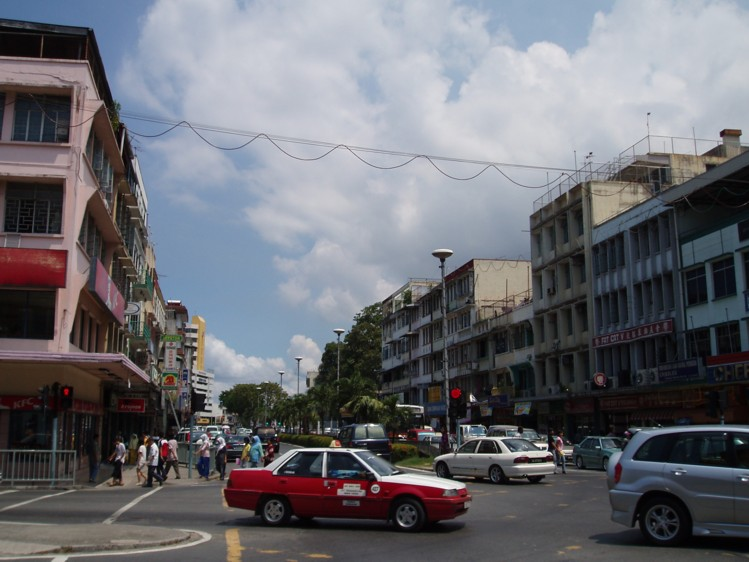
Third Avenue , Sandakan
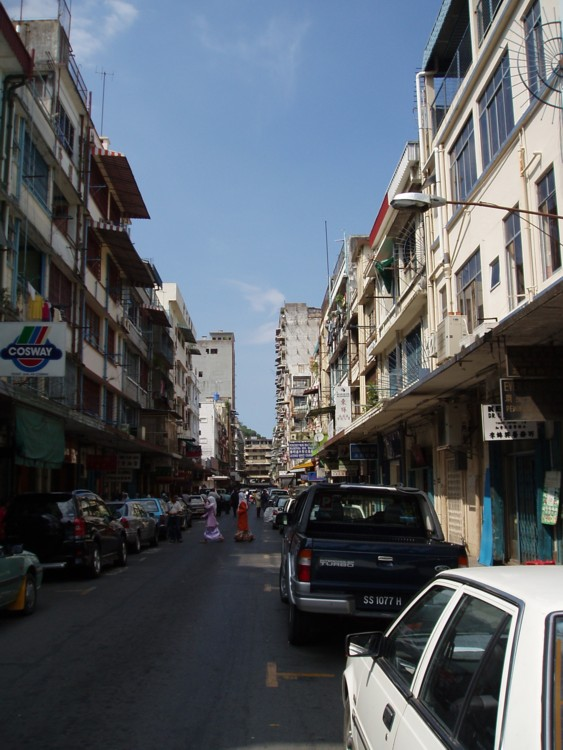
A side street in Sandakan
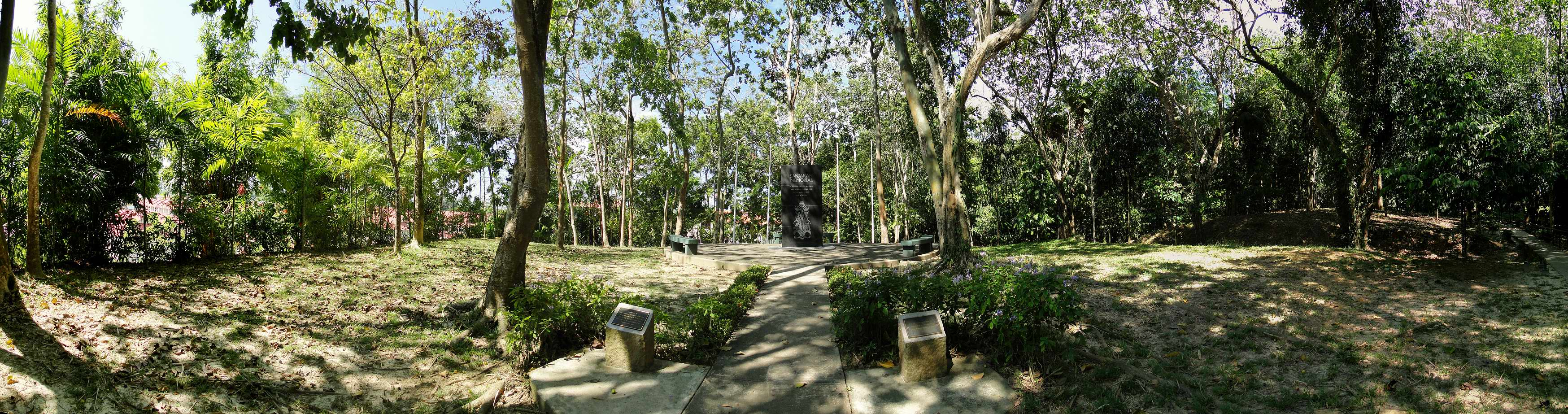
Panoramic view of Sandakan Memorial Park Monument
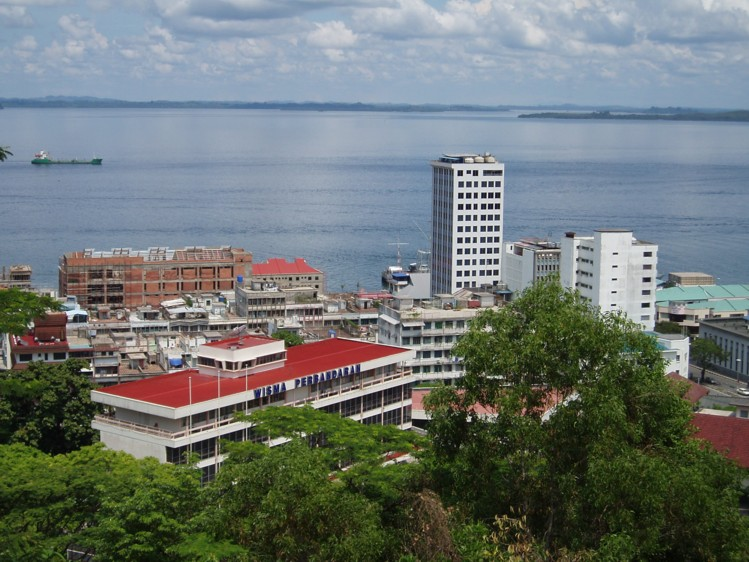
Sandakan landscape sight from English Tea House (near the Rotary's Observation Pavilion)
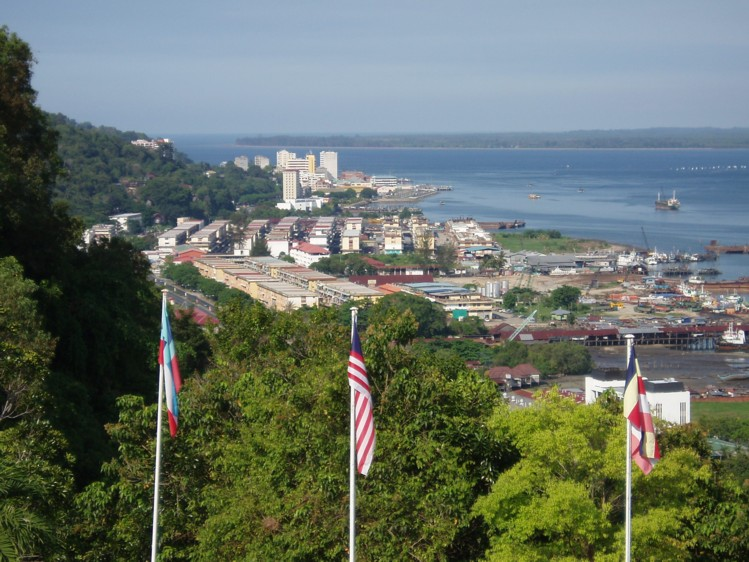
Sandakan from the Puu Jih Shih Temple
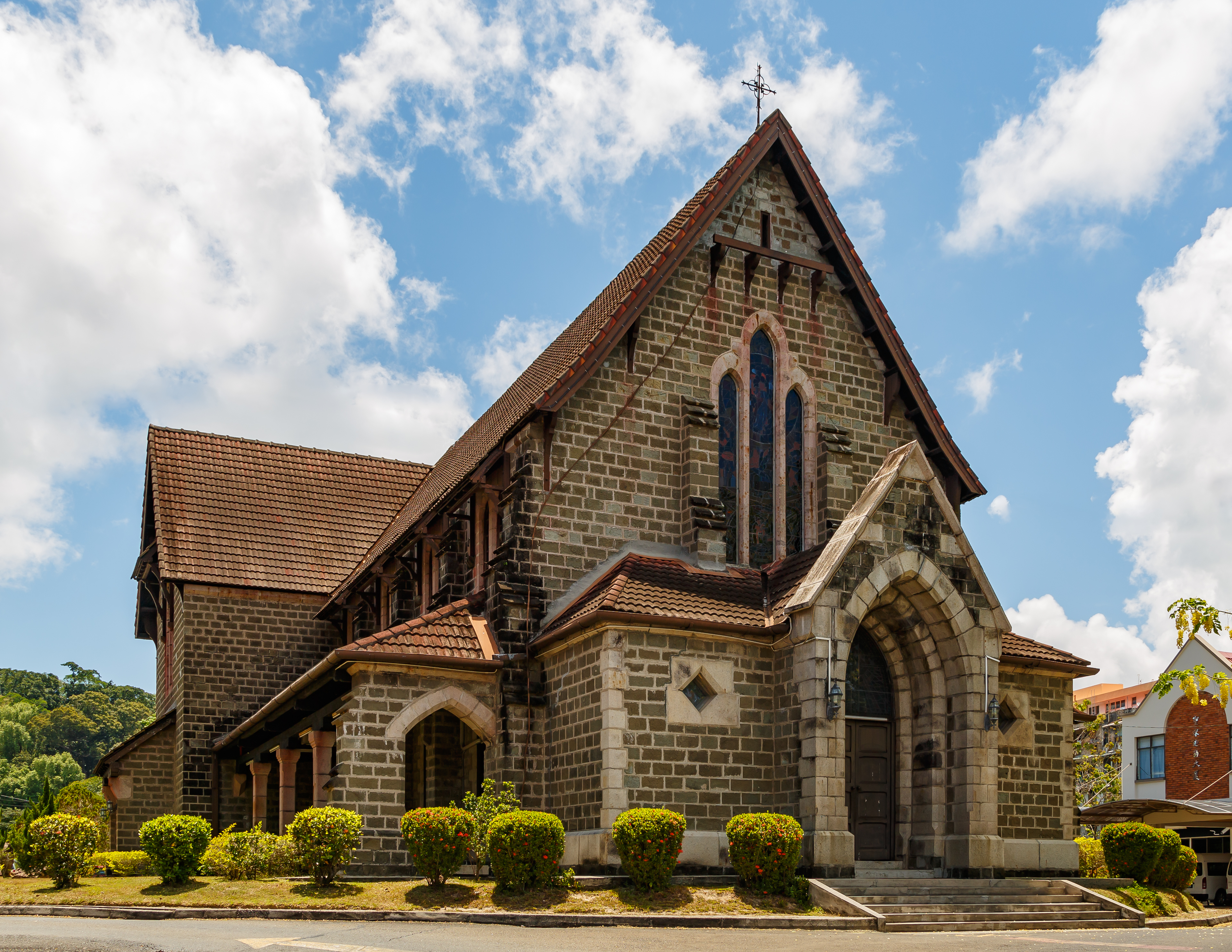
The oldest granite church in Malaysia, Parish of St. Michael's and All Angels
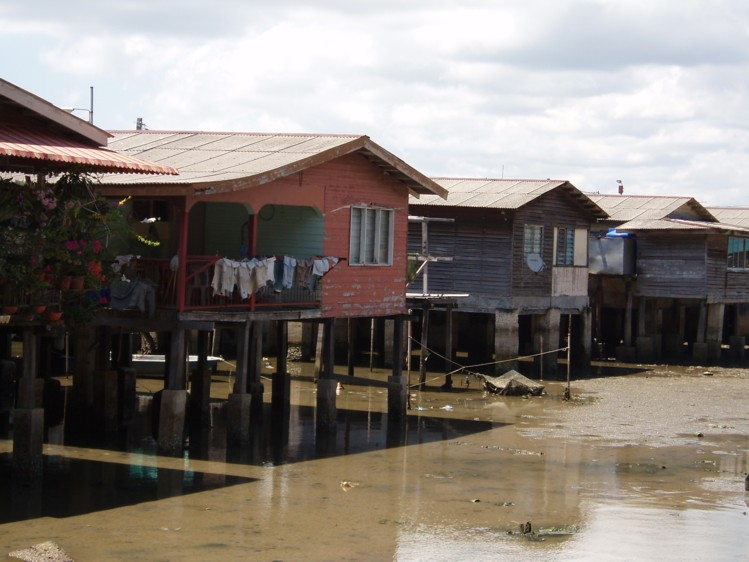
Water village in Kampung Buli Sim Sim , Sandakan, landward side
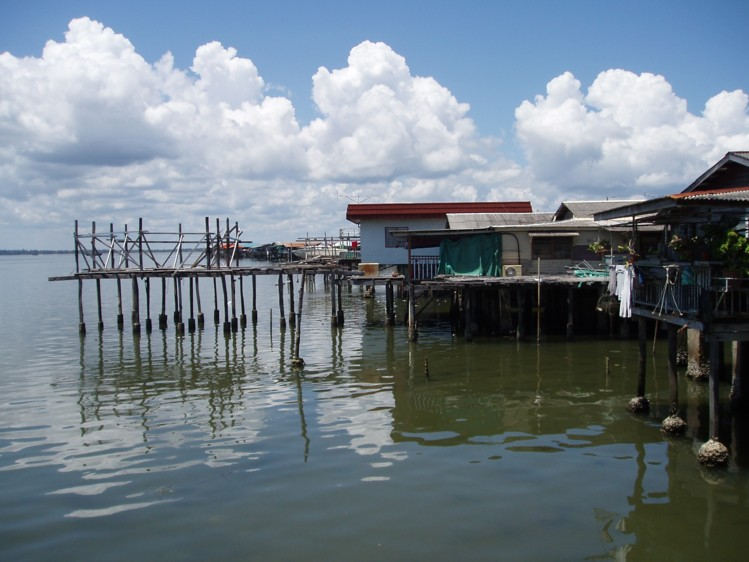
Water village in Kampung Buli Sim Sim , Sandakan, seaward side
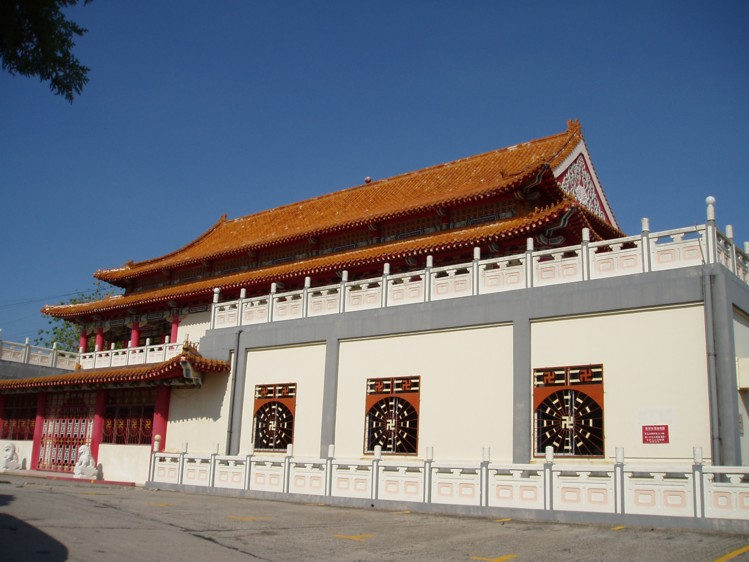
Puu Jih Shih Temple , Sandakan
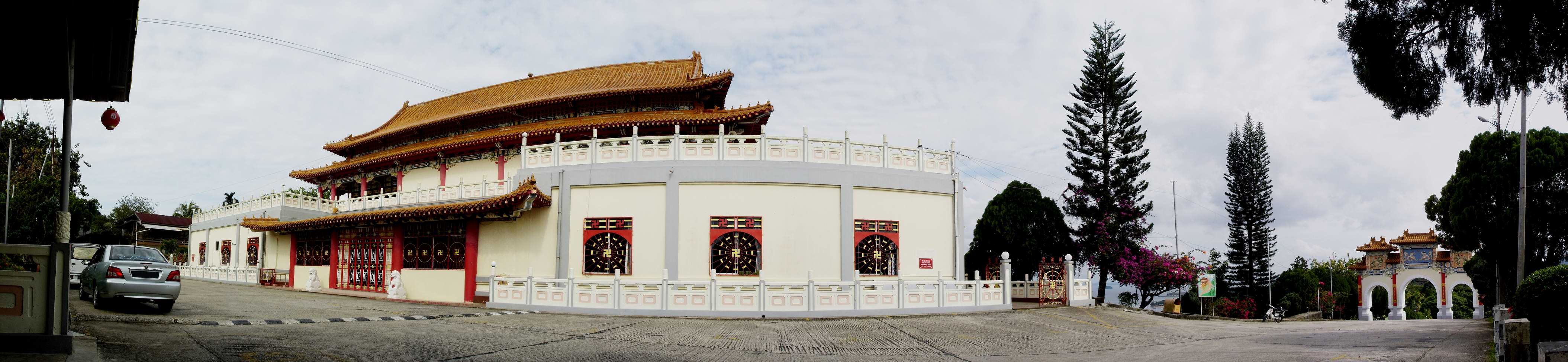
Panoramic view of Puu Jih Shih Temple
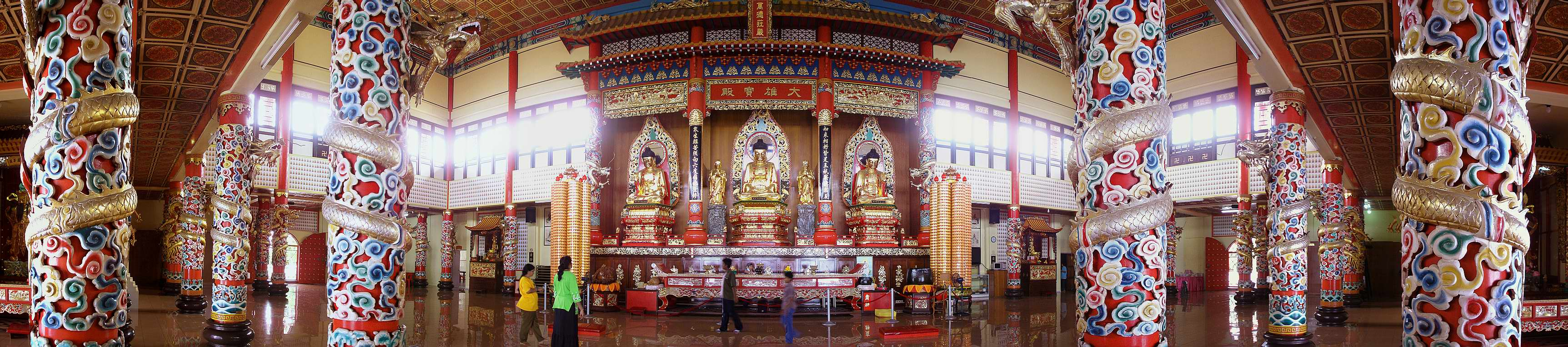
Indoor Panoramic view of Puu Jih Shih Temple
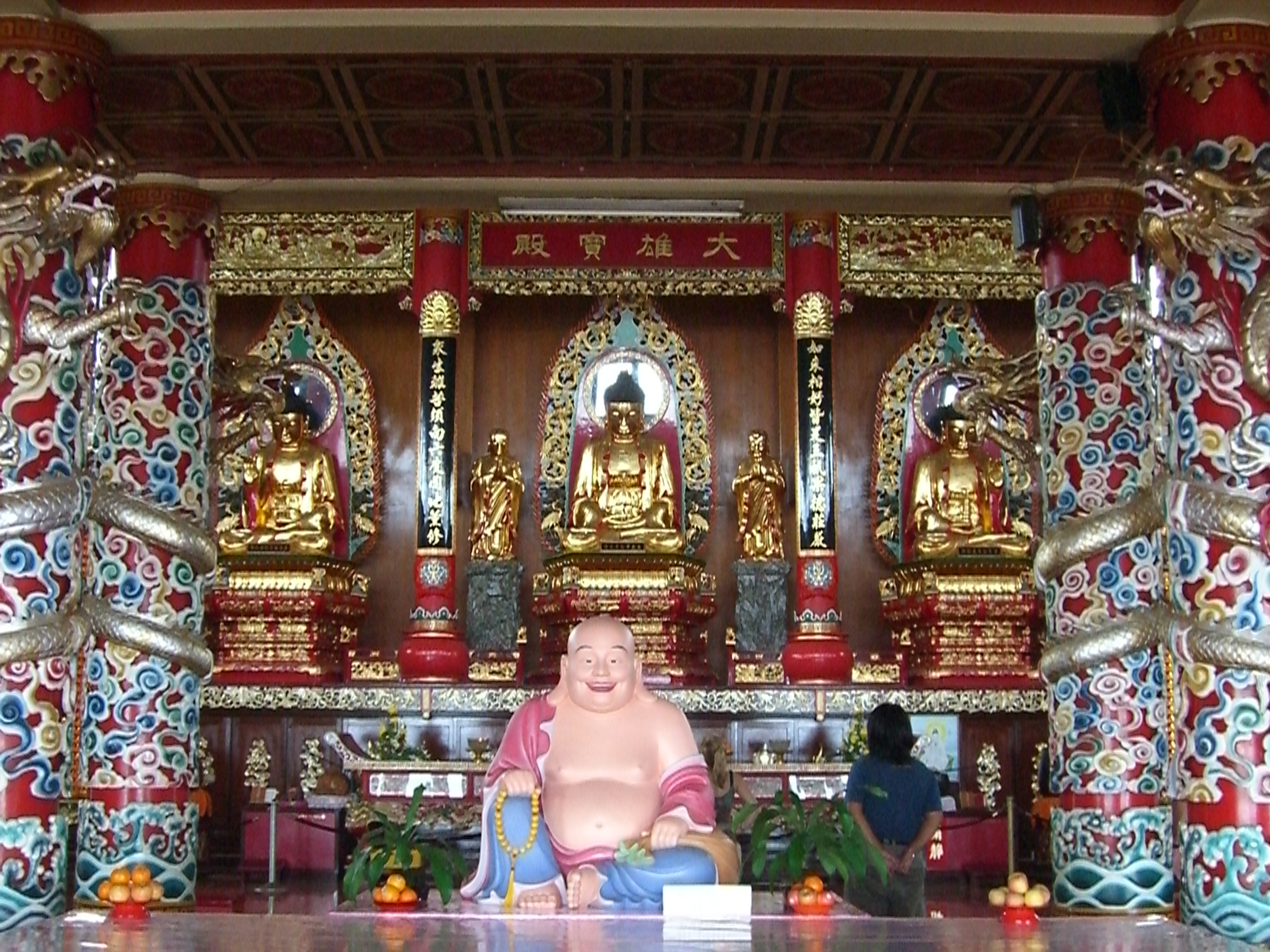
Statues in Puu Jih Temple
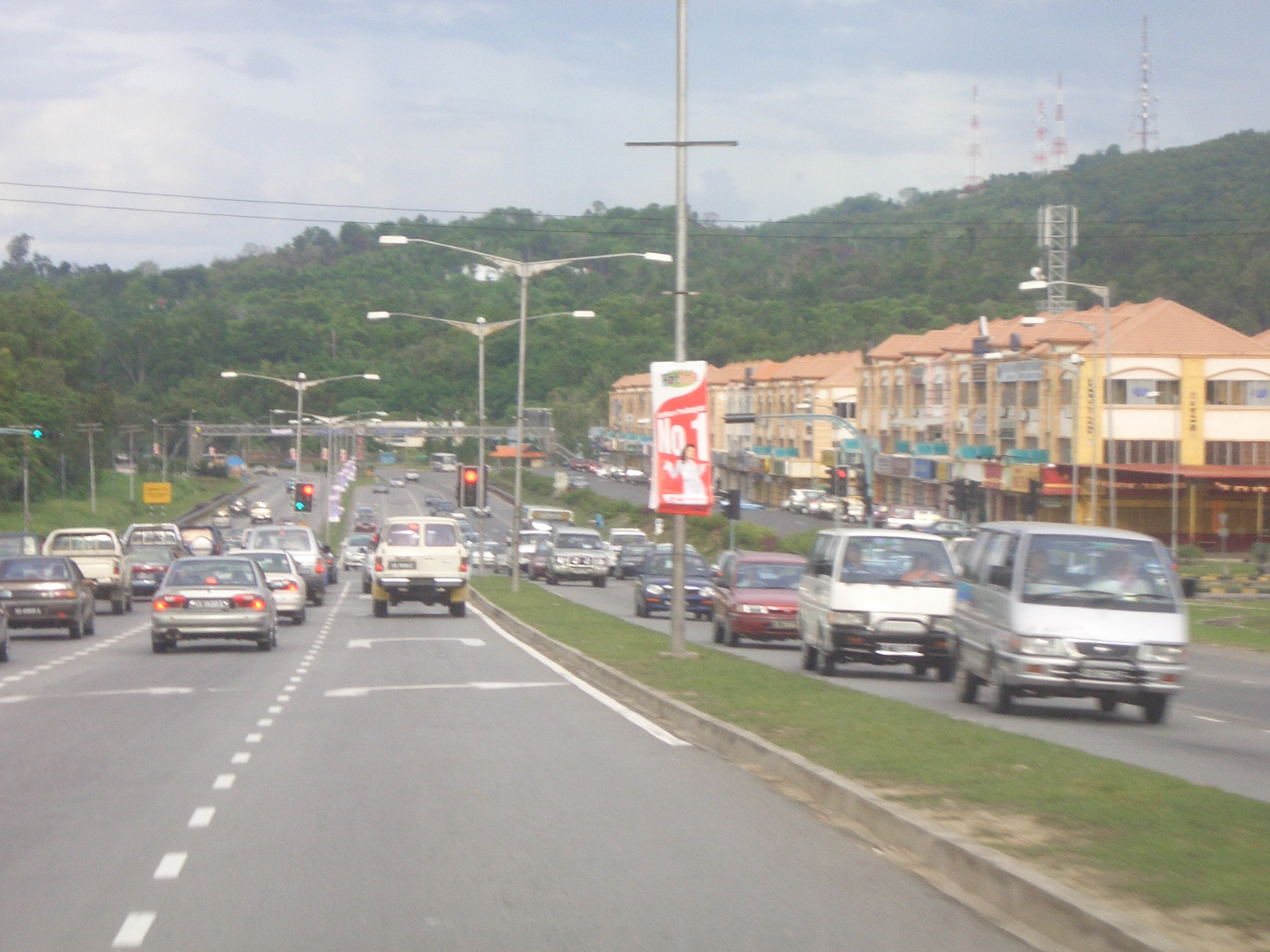
one of the suburbs (satellite towns), Bandar Indah Jaya, at Mile 4.
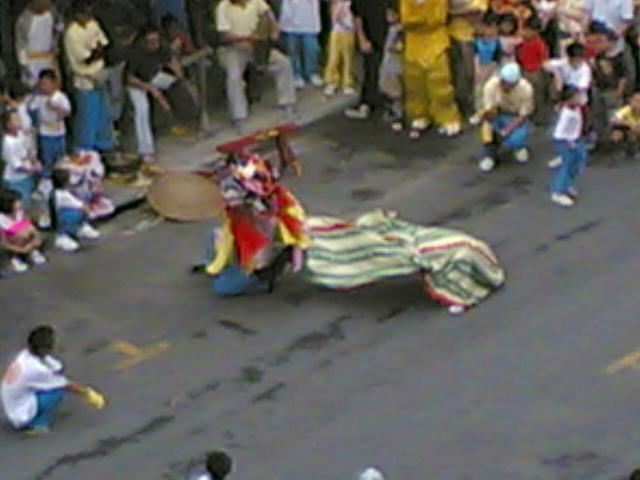
The uniquely Kylin dance is still being performed in Sandakan during Chinese New Year, especially in Bandar Ramai Ramai.
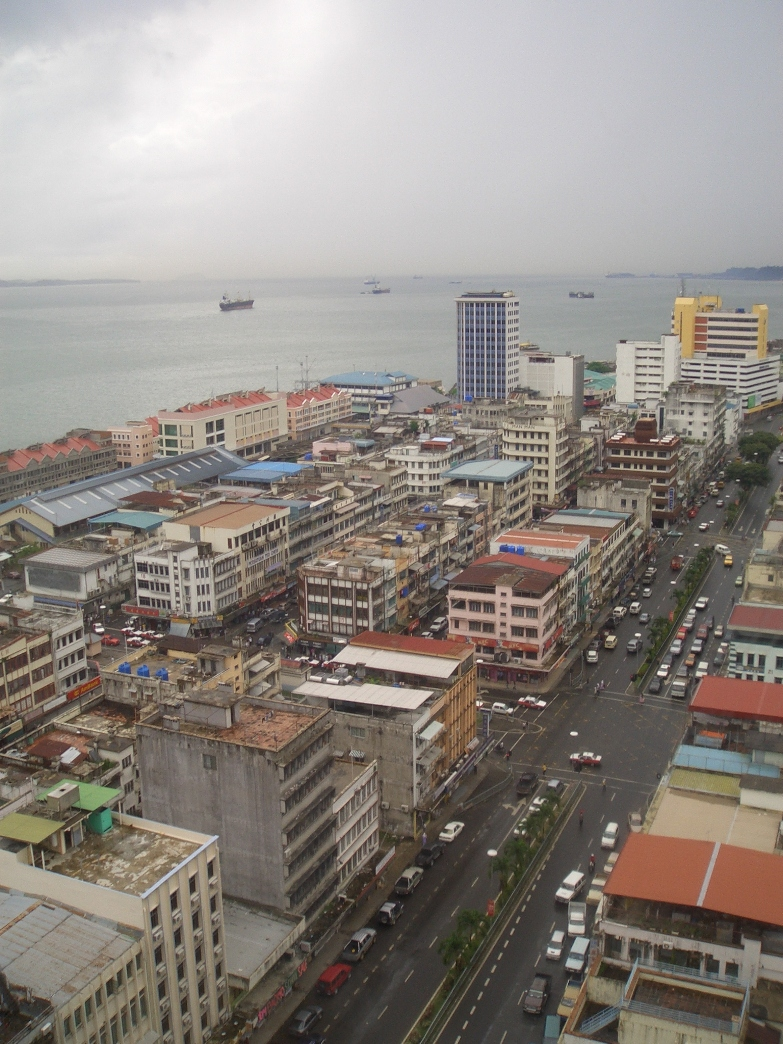
The view of Sandakan town centre
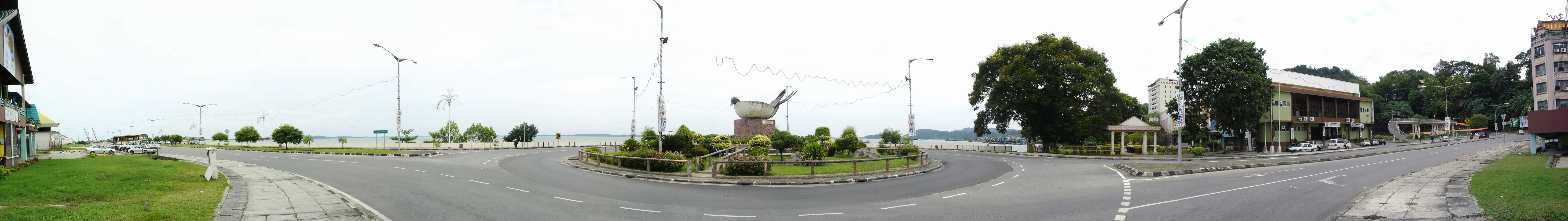
Panoramic view of Bird Nest Roundabout at Coastal road
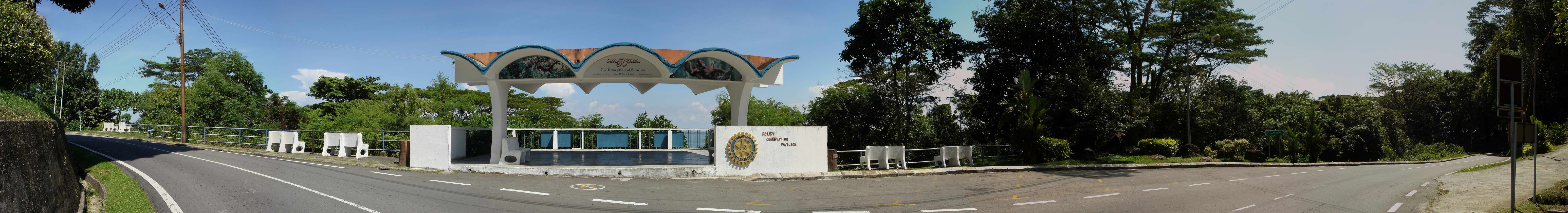
Panoramic view of Rotary Observation Pavilion
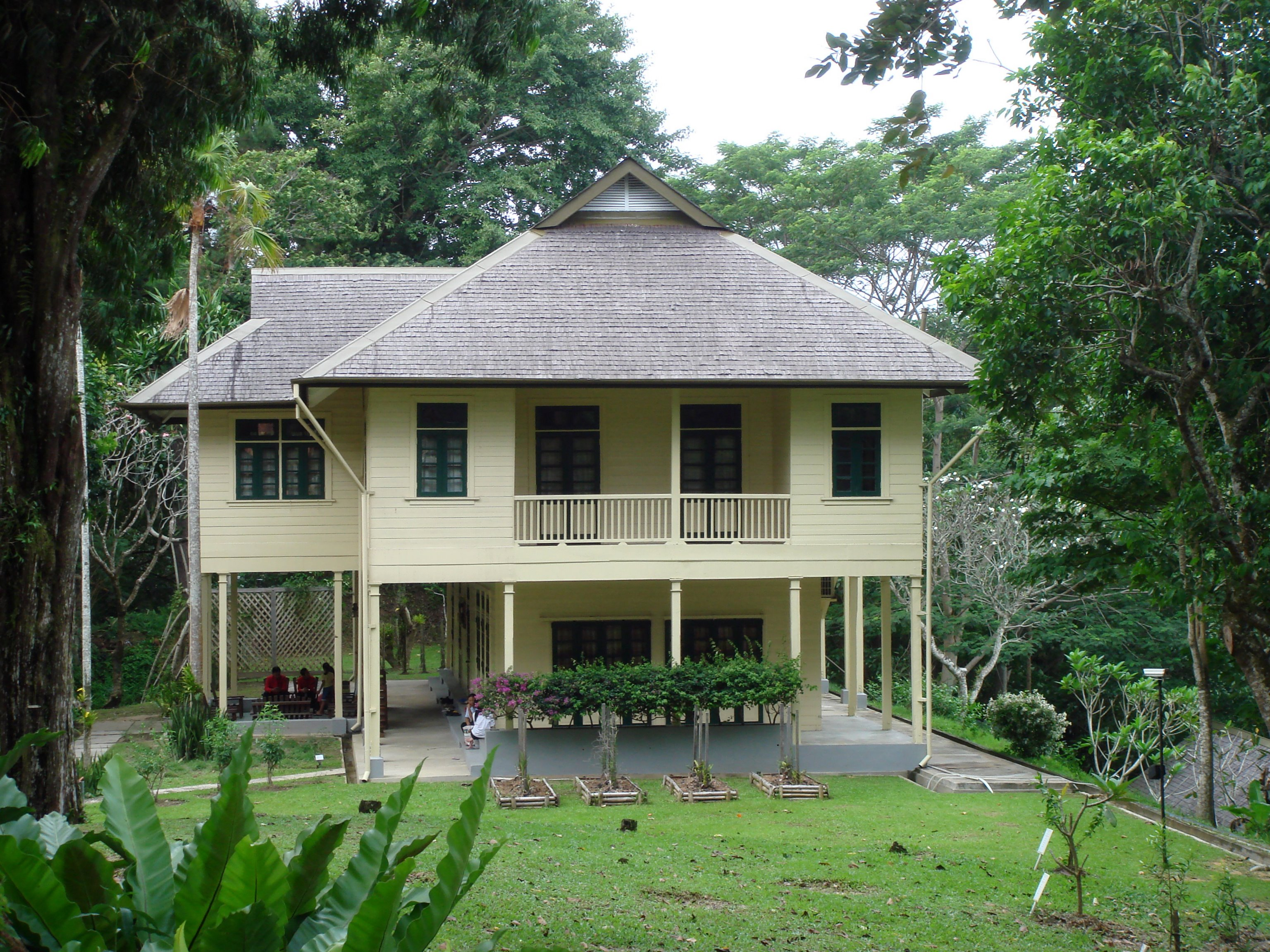
Newlands, the home of Agnes Newton Keith and Harry Keith.